# Que viene el coco
|  |

El aguafuerte Que viene el coco es un grabado de la serie Los Caprichos del pintor español Francisco de Goya. Está numerado con el número 3 en la serie de 80 estampas. Se publicó en 1799.

## Interpretaciones de la estampa
Existen varios manuscritos contemporáneos que explican las láminas de los Caprichos. El que se encuentra en el Museo del Prado se tiene como autógrafo de Goya, pero parece más bien despistar y buscar un significado moralizante que encubra significados más arriesgados para el autor. Otros dos, el que perteneció a Ayala y el que se encuentra en la Biblioteca Nacional, realzan la parte más escabrosa de las láminas.
- Explicación de esta estampa del manuscrito del Museo del Prado: Abuso funesto de la primera educación. Hacer que un niño tenga más miedo al Coco que a su padre y obligarle a temer lo que no existe.[2]
- Manuscrito de Ayala: Las madres meten miedo a sus hijos con el Coco para hablar con sus amantes.[2]
- Manuscrito de la Biblioteca Nacional: Las madres tontas hacen medrosos a los niños figurando el Coco; y otras peores se valen de este artificio para estar con sus amantes a solas cuando no pueden apartar de sí a sus hijos.[2]

Goya consideraba un grave error en la educación de los niños el que los padres los asusten con fantasmas y seres que no existen, superstición absurda que luego los va a dominar toda la vida. Los ilustrados consideraban que la corrección de estos defectos era la única forma de acabar con la ignorancia y con la superstición. Según anécdotas de la época, ciertas madres usaban esta estrategia con sus hijos diciendo que viene el coco cuando en realidad era su amante. Así se manifestaba el manuscrito de Ayala y parece confirmarlo el dibujo preparatorio con una expresión emocionada en el rostro de la madre al recibir el coco, una persona de su agrado que no interesa que vean los niños.

## Técnica del grabado
El dibujo preparatorio a la sanguina, conservado en el Museo del Prado, ha sido reproducido en gran parte en la estampa. Las principales modificaciones son el cambio de expresión en el niño de la derecha y el haz luminoso incluido en el fondo de la estampa.
La plancha se conserva en buen estado.